# Mapa de processos

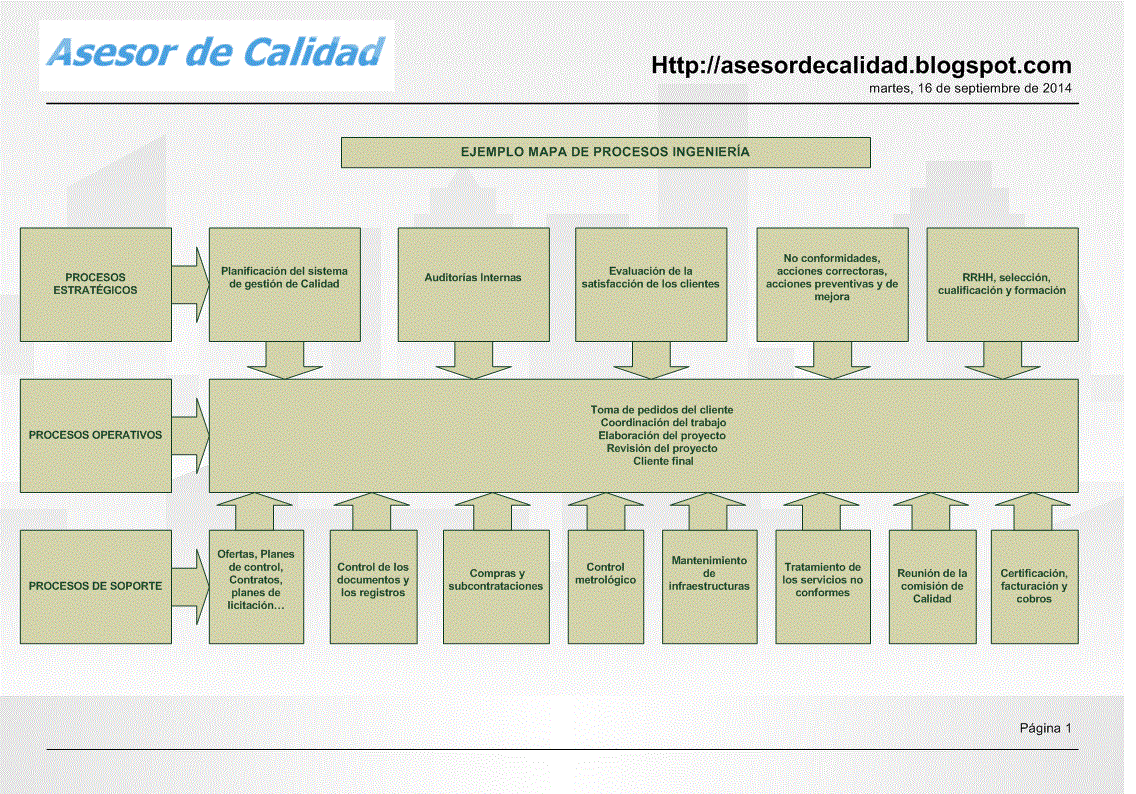
Exemple de mapa de processos

Un mapa de processos és un esquema/diagrama gràfic que representa visualment els processos que realitza una empresa o organització. El mapa de processos ens indica els processos de planificació (aquells que ajuden a la gestió administrativa de l'empresa), clau o de negoci (aquells que fan referència a les activitats principal a les que es dedica l'empresa) i de suport (aquelles activitats que permeten la realització dels processos negoci de l'organització).
L'ISO, en la seva normativa 90001, defineix el que és un Sistema de Gestió de la Qualitat i com quins són els aspectes a tenir en compte per aconseguir treballar amb qualitat. En aquest sentit, recomana que per aconseguir la màxima eficiència i eficàcia en una organització adoptem un enfocament a processos. Una eina bàsica per conèixer els processos que realitza una empresa és el mapa de processos.

## Definició de procés
La definició tècnica que ens proporciona la Universitat de Lleida és [un procés és] una seqüència d'activitats interrelacionades entre si que transformen [un input d']entrada en un [output de] sortida [...]

## Beneficis de la gestió per processos
Alguns dels beneficis de la gestió per processos són:
- Facilita de la presa de decisions i alinea totes les àrees d'una organització.

- Millora la gestió i implementació de recursos. Millora la comunicació i la relació entre les diferents àrees.

- Afavoreix a democratitzar i a la transparència de les organitzacions, és a dir, elimina barreres, genera espais de treball més oberts i fluids.

## Tipus de processos
Convencionalment, podem distingir tres tipus de processos, cadascun responent a unes necessitats específiques.
- Estratègics: són aquells processos establerts per la direcció que tenen com a objectiu definir la gestió i planificació de l'organització. Per exemple, definir els processos de l'empresa, les polítiques de qualitat, etc.
- De negoci o clau: són aquells processos directament vinculats al negoci o l'activitat principal de l'empresa. Per exemple, en el cas d'una ONG, captació de voluntaris, difondre accions solidàries, donar suport a persones desafavorides, etc.
- De suport: són els processos que serveixen de suport als processos claus i sense aquests serien impossibles realitzar el negoci de l'organització. Per exemple, processos de formació del personal, gestió de les compres de material, gestió i manteniment de l'equip informàtic, etc.

## Com construir un mapa de processos
La Universitat de Valladolid defineix un total de cinc passos a seguit a l'hora d'elaborar un mapa de processos.
- Definició de l'abast: cal pensar quin és el marc d'actuació de la nostra organització, les parts interessades (usuaris, clients, etc.) i saber amb claredat la missió i visió. D'aquesta manera, podrem emmarcar l'actuació de la nostra organització.
- Identificació dels processos relacionats amb l'abast definit: un cop ja sabem el marc d'actuació de la nostra organització, cal identificar quins són aquells processos que es deriven directament vinculats al negoci principal de l'organització. Com la formació del personal per exemple.
- Documentació dels processos: un cop identificat cada procés, cal detallar-lo i desenvolupar-lo. S'ha de documentar i definir quines són les tasques que intervenen per arribar a l'objectiu.
- Classificació dels processos: ja coneguts els processos i documentats, és hora de classificar-los segons la classificació que explicat anteriorment (Tipus de processos).
- [Mapeig] processos: finalment, cal dibuixar el nostre mapa de processos.

## Exemples de mapes de processos
- Mapa de processos Arxivat 2018-12-20 a Wayback Machine. de la Universitat de Barcelona.
- Mapa de processos de la recerca de la Universitat Autònoma de Barcelona.

- Mapa de processos Arxivat 2018-12-20 a Wayback Machine. de la Facultat d'enginyeria de la Universitat de Deusto.
- Manual de la qualitat de la Universitat Rovira i Virgili en el que podeu trobar el mapa de processos Arxivat 2018-12-21 a Wayback Machine..
- Mapa de processos de la Universitat Oberta de Catalunya.
- Mapa de processos Arxivat 2018-12-20 a Wayback Machine. de l'Escola Pia de Terrassa